# Chocó-Sprachen

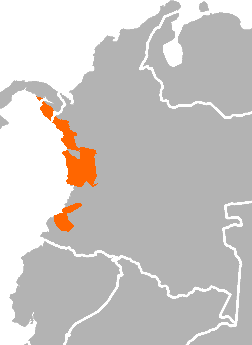
Verbreitung der Chocó-Sprachen in Panama und Kolumbien

Die Chocó-Sprachen (auch Chokó oder englisch: Chocoan) sind eine kleine indigene amerikanische Sprachfamilie Südamerikas, welche in Panama und Kolumbien verbreitet ist. Sie umfasst zwölf Sprachen, die von 60.000 bis 120.000 Menschen gesprochen werden. Einige der Dialekte sind für Sprecher der anderen unverständlich.
Alexander Francis Chamberlain postulierte 1907 als erster die Existenz einer Chocó-Sprachfamilie. Antonio Tovar sowie Paul Rivet und der tschechoslowakische Linguist Čestmír Loukotka (1950) zählen die Chocó-Sprachen zu den karibischen Sprachen oder sehen eine Verwandtschaft zu diesen. Einige Autoren sehen einen Zusammenhang mit der untergegangenen Quimbaya-Kultur. Kathleen Romoloni (1987) sieht eine Verwandtschaft des Wortschatzes der Chocó-Sprachen mit den Arawak-Sprachen, mit welchen es das grammatische Mittel der Evidentialität teilt. Joseph Greenberg hält sie für Verwandte des Paez. Diese Position scheint sich inzwischen durchgesetzt zu haben. Nach Daniel Aguirre (2006) bilden die Chocó-Sprachen jedoch eine eigene Familie.
Alle Chocó-Sprachen sind Ergativsprachen.

Beispiel: kʰum-au sūr-Ø būr-pi-hi-m

Jaguar-ERGATIV Reh-ABSOLUTIV fallen-KAUSATIV-PASSIV-deklarative EVIDENZ

„Der Jaguar brachte das Reh zu Fall“
Das Zahlsystem basiert auf der Zahl 5 (5 = „eine Hand“, 10 = „zwei Hände“, 20 = „alle Hände und Füße“).

## Gliederung
- Emberá: (ein Dialektkontinuum mit bis zu 110.000 Sprecher)
  - Nördliche Gruppe:
    - Emberá-Catío [cto]
    - Emberá, Nord- [emp] (auch „Emberá von Darién)“, die größte Embera-Untergruppe mit ca. 60.000 Sprechern

  - Südliche Gruppe:
    - Emberá-Baudó [bdc]
    - Emberá-Chamí [cmi]
    - Epena [sja] (auch „Epera“)
    - Emberá-Tadó [tdc]
- Woun Meu [noa] (auch: Woanana, Noanamá), das sich vor etwa 2000 Jahren vom Emberá abgetrennt hat und sich heute teils bis nach Ecuador ausbreitet, mit ca. 8.000 Sprechern
- Anserma [ans] (erloschen)
- Arma [aoh] (nicht nachgewiesen, vermutlich erloschen)
- Caramanta [crf] (ein erloschener Dialekt des Anserma)
- Cauca [cca]
- Runa [rna]